# サンドコンパクションパイル工法
サンドコンパクションパイル工法（サンドコンパクションパイルこうほう、英語: sand compaction pile method、SCP工法（エスシーピーこうほう））は、強固に締固めた砂杭を地中に造成して地盤を改良する工法で、粘性土地盤では複合地盤を形成し、せん断抵抗力を増すとともに砂杭の透水性の高さが沈下を早期に安定させ圧密沈下量を低減させる。砂質土地盤では原地盤の相対密度を高め、せん断強度を増加させる。

## 適用地盤
砂質土、粘性土、有機質土等ほとんどすべての土質

## 適用目的
護岸、岸壁、防波堤、構造物の基礎等、液状化現象対策、地盤沈下対策

## 改良効果
- 砂質土：液状化防止、地盤沈下低減、せん断強度増加
- 粘性土：圧密促進、残留沈下の低減、せん断強度増加

## 長所
1. 砂質土、粘性土をはじめ有機質土等さまざまな地盤に適用が可能である。
2. 低置換から高置換まで広範囲に改良仕様の設定が可能である。
3. 中詰め材料に砕石やスラグ等の使用が可能である。
4. 締固め、補強、圧密排水の効果が同時に得られる。
5. 大型施工機により大深度の施工が可能である。

## 短所
1. 振動・騒音の影響が大きい。
2. 周辺地盤の変位が大きい。
3. 砂杭打設により盛上りが発生する。
4. 砂杭打設時に水質汚濁が発生する可能性がある。
5. 施工機が大型のため超軟弱地盤では別途対策が必要である。